# Enrique Rivera
Enrique Rivera (20 de mayo de 1922 – 16 de octubre de 1995) fue un militante trotskista de Argentina ubicado en las corrientes opuestas a la Segunda Guerra Mundial. Participó desde Frente Obrero y Octubre en el apoyo crítico al peronismo y en la oposición al Partido Socialista y del Partido Comunista. Formó parte del Partido Socialista de la Revolución Nacional (PSRN), junto a Jorge Abelardo Ramos, Jorge Enea Spilimbergo, Esteban Rey, Enrique Fernández y Alberto Converti, entre otros.

## Obras principales
- José Hernández y la guerra del Paraguay.